# Béta-laktamáz
A béta-laktamázok baktériumok által termelt enzimek, amelyek multi-ellenállást mutatnak a β-laktám antibiotikumok (például penicillinek, cefalosporinok, cefamicinek, monobaktámok és karbapenemek) ellen, habár a karbapenem-származékok viszonylag rezisztensek a béta-laktamázokkal szemben. A béta-laktamáz antibiotikum-rezisztenciát alakít ki azáltal, hogy felnyitja a minden β-laktám antibiotikumban megtalálható négyatomos ún. β-laktám gyűrű szerkezeti egységet, így deaktiválja a molekula antibakteriális tulajdonságait.
A béta-laktám antibiotikumokat általában Gram-pozitív és Gram-negatív baktériumok széles spektrumának kezelésére használják.

A béta-laktamázoknak két fő típusát különböztetjük meg, a szerin-béta-laktamázokat (SBL-ek) és a metallo-béta-laktamázokat (MBL-ek). Ezek a β-laktám gyűrű felnyitásának két alapvető mechanizmusa alapján működnek.
A szerin-béta-laktamázok szerkezetükben és mechanikailag is hasonlóak az ún. penicillin-kötő fehérjékhez (PBP-k), amelyek sejtfalépítéshez és módosításához szükségesek és ezek a β-laktámok célpontjai. Az SBL-ek és a PBP-k egyaránt kovalensen megváltoztatják az aktív hely szerin aminosav maradékát. A különbség a PBP-k és az SBL-ek között az, hogy az utóbbi képes szabad enzimet és inaktív antibiotikumot termelni az acil-enzim intermedier nagyon gyors hidrolízise révén.
Az MBL-ek a Zn2+-ionok segítségével aktiválják a kötőhely egy vízmolekuláját a β-laktámgyűrű hidrolíziséhez.

## Fordítás
Ez a szócikk részben vagy egészben  a   Beta-lactamase című angol Wikipédia-szócikk ezen változatának fordításán alapul.  Az eredeti cikk szerkesztőit annak laptörténete sorolja fel. Ez a jelzés csupán a megfogalmazás eredetét és a szerzői jogokat jelzi, nem szolgál a cikkben szereplő információk forrásmegjelöléseként.